# Maciej Kurowski
Maciej Kurowski, né le 18 juin 1986 à Jelenia Góra, est un lugeur polonais. 

## Palmarès
| Compétitions / Année             | 2007 | 2008 | 2009 | 2010 | 2011 | 2012 | 2013 | 2014 | 2015 | 2016 | 2017 | 2018 |
| -------------------------------- | ---- | ---- | ---- | ---- | ---- | ---- | ---- | ---- | ---- | ---- | ---- | ---- |
| Jeux olympiques d'hiver          |      |      |      | 23e  |      |      |      | 23e  |      |      |      | 19e  |
| Championnats du monde individuel | 38e  | 32e  | 29e  | -    | 19e  | 26e  | 30e  |      | 16e  | 20e  | 29e  |      |
| Championnats d'Europe            |      |      |      | 21e  |      | 16e  | 20e  | 25e  | 18e  | 17e  | 18e  | 21e  |
| Coupe du monde                   | 41e  | 31e  | 27e  | 30e  | 18e  | 21e  | 30e  | 32e  | 25e  | 32e  | 25e  | 28e  |